# 泰亞斯克鄉
44°09′36″N 23°52′01″E / 44.16000°N 23.86694°E
泰亞斯克鄉（羅馬尼亞語：Comuna Teasc, Dolj），是羅馬尼亞的鄉份，位於該國西南部，由多爾日縣負責管轄，面積40平方公里，海拔高度70米，2007年人口3,249，人口密度每平方公里81人。